# Nshima

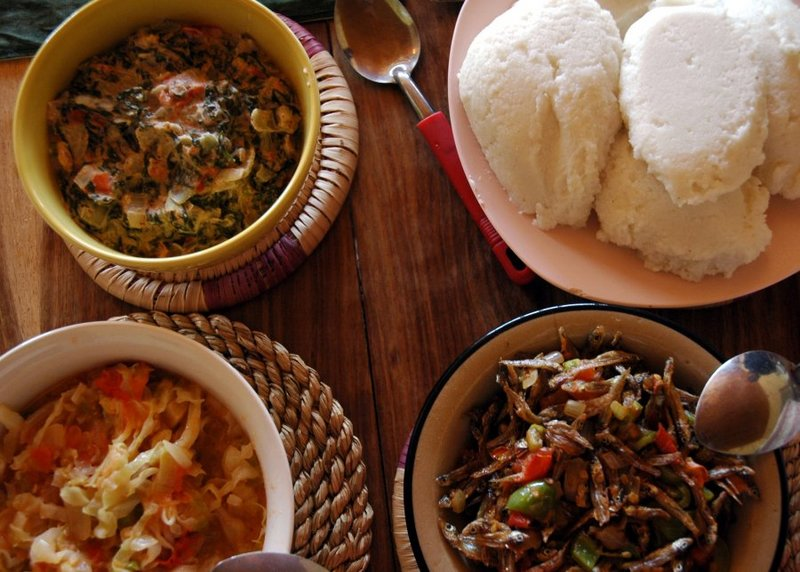
Nshima/nsima (góc trên bên phải) cùng với ba món ăn đi kèm

Nshima hay Nsima là một món ăn làm từ bột ngô (bột ngô trắng) và nước và là một thực phẩm thiết yếu ở Zambia (nshima) và Malawi (nsima).

## Tên gọi
Món ăn này phổ biến khắp châu Phi, do đó nó có những tên gọi khác nhau ở những vùng khác nhau: nshima (Zambia), nsima (Malawi), sadza (Zimbabwe), chima (Mozambique), ugali (Kenya, Malawi & Mozambique (tiếng Yao), Tanzania (còn gọi là ngima ở Kenya và nguna ở Tanzania)), poshto (Uganda), ubugali (Rwanda), bugali (DR Congo), meliepap/pap (Nam Phi), fufu (khu vực Tây Phi), sakoro (bắc Ghana), sakora (bắc Nigeria), couscous Cameroon (Cameroon).

## Lịch sử
Ngô du nhập vào châu Phi từ châu Mỹ vào khoảng giữa thế kỷ 16 và 17. Trước đó, cao lương và kê là những ngũ cốc chính ở hầu hết vùng hạ Sahara. Những nông dân châu Phi đã nhanh chóng trồng ngô vì việc trồng trọt tương tự như cao lương nhưng nó có năng suất cao hơn đáng kể. Thậm chí ngoài những vùng khô hạn, ngô đã thay thế cao lương là thứ ngũ cốc chính. Tại Malawi có câu thành ngữ "chimanga ndi moyo", có nghĩa 'ngô là cuộc sống'. Nshima/nsima thỉnh thoảng cũng được chế biến từ bột cao lương nhưng không phổ biến. Một loại cây khác cũng du nhập từ châu Mỹ là sắn cũng được dùng để làm nshima/nsima, có hoặc không trộn với bột ngô. Ở Malawi nsima làm từ sắn (gọi là chinangwa) thường thấy ở những khu vực ven hồ nước. Tuy nhiên khi vụ ngô thu hoạch kém thì nsima sắn được làm trên toàn quốc.

## Chế biến
Đầu tiên bột ngô được đun sôi trong nước để tạo thành một món cháo đặc. Sau đó nó được trộn một cách khéo léo để tạo nên một hỗn hợp bột nhão với việc cho thêm bột. Quá trình này yêu cầu người đầu bếp phải trộn hỗn hợp bột dày quanh thành nồi nấu bằng một thìa gỗ phẳng (gọi là ntiko) một cách nhanh chóng trong khi nó vẫn được đặt trên bếp. Khi nshima/nsima chín thì người ta chia nó thành các phần bằng một thìa gỗ nhúng vào nước hoặc dầu ăn gọi là chipande, mỗi phần được gọi là một ntanda. Người Zambia coi việc nấu nshima là một nghệ thuật với mục tiêu có được hình dạng và mùi vị đúng chuẩn. Người Malawi rất coi trọng nsima và cho rằng một người nếu chưa ăn nsima thì sẽ bị coi là chưa ăn gì.

## Cách ăn
Do chỉ làm từ bột ngô nên nshima thường được dùng với hai món ăn kèm: một món có protein như: thịt, gia cầm, cá, lạc, đậu và một món rau, thường là lá cải dầu, lá bí ngô, rau dền, lá mù tạt hoặc bắp cải. Món có protein được gọi là ndiyo (Zambia) hoặc ndiwo (Malawi), và món rau có tên masamba. Ở Malawi, món này thường ăn kèm với ớt cay hoặc các loại gia vị như tương ớt tự làm từ ớt peri-peri hoặc ớt Kambuzi.